# Tonight (EP)
Tonight é o quarto extended play (EP) do grupo sul-coreano Big Bang. O seu lançamento ocorreu em 23 de fevereiro de 2011, através da YG Entertainment. É o primeiro material lançado na Coreia do Sul, após uma pausa de dois anos, onde o quinteto se expandiu para o mercado musical japonês e dedicou-se as atividades solo de seus membros. Considerado musicalmente como um EP que retrata uma nova direção musical do grupo, Tonight foi majoritariamente bem recebido pela crítica especializada e gerou um single de mesmo nome lançado na mesma data do EP.
O lançamento de Tonight atingiu o topo da parada sul-coreana Gaon Album Chart e adquiriu atenção internacional fora da Ásia, levando o Big Bang a fazer sua primeira entrada com um álbum nas paradas estadunidenses Billboard World Albums e Billboard Heatseekers Albums, além disso, Tonight conquistou o feito de tornar-se o primeiro álbum de K-pop, a entrar no top 10 do iTunes Top Albums do país.

## Antecedentes e desenvolvimento
Após as promoções de seu segundo álbum de estúdio Remember, lançado em novembro de 2008 encerrarem-se, pelos próximos dois anos, o Big Bang restringiu-se a lançar singles promocionais na Coreia do Sul e seus membros focaram-se em realizar seus projetos solo nas áreas da música e atuação. Paralelamente a isto, o grupo passou a dedicar-se de forma mais intensa ao mercado musical japonês, através do lançamento de singles entre os anos de 2009 e 2010, além de ter lançado seu segundo álbum de estúdio japonês em 2009.
Enquanto o Big Bang trabalhava na produção de materiais para seu próximo álbum coreano, com canções sendo gravadas diversas vezes ao longo de dois anos, seus membros formaram combinações entre si, em uma tentativa de se trazer algo novo para as suas canções, dessa forma, G-Dragon e T.O.P, que viram uma resposta positiva do material que vinham produzindo, acabaram se ramificando como uma dupla, o que levou ao anúncio de lançamento pela YG Entertainment, de seu primeiro álbum de estúdio como uma subunidade em novembro de 2010. Na ocasião, também foi divulgado que o Big Bang iria lançar seu terceiro álbum de estúdio com data prevista para 1 de fevereiro de 2011. Mais tarde, em janeiro de 2011, seu lançamento como sendo um EP, foi oficialmente anunciado para a data de 23 de fevereiro.

## Composição e lançamento
Tonight é descrito liricamente como sendo "muito alegre" e uma tentativa de animar seus ouvintes. Além disso, embora os lançamentos anteriores do grupo contivessem canções fortemente influenciadas pela música eletrônica, o Big Bang decidiu se concentrar mais no que chamou de "canções de rock calorosas" no EP. G-Dragon explicou sobre a escolha dizendo: " (...) Hoje em dia, as pessoas parecem achar algo interessante que pode fazê-las rir mas que pode vir de muitos acidentes e incidentes que aconteceram no ano passado, então vamos apresentar uma música calorosa e alegre para estas pessoas ao invés de músicas pesadas e eletrônicas".
Composto por seis canções, Tonight contém em sua lista de faixas as versões em língua coreana de "Hands Up" e "Somebody to Luv", originalmente pertencentes como Lado B dos singles japoneses "Tell Me Goodbye" (2010) e "Beautiful Hangover" (2010), respectivamente. O EP foi comercializado em ambos os formatos digital e físico, onde neste último, possui um cartão de um membro do Big Bang em sua edição padrão coreana.

## Promoção
A fim de promover o lançamento de Tonight, a YG Entertainment lançou uma contagem regressiva em formato de vídeo, que iniciou-se em 18 de fevereiro de 2011 e seguiu até a data de lançamento do EP, sendo constituído por vídeos individuais de cada membro e o último vídeo reunindo o grupo. Além disso, entre os dias 25 e 27 de fevereiro, o Big Bang realizou seu retorno através do concerto Big Show 2011 em Seul, para um público de quarenta mil pessoas, onde as canções do EP foram apresentadas. As gravações do concerto tornaram-se um especial de uma hora exibido pela emissora SBS, sob o título de The Big Bang Show em 28 de fevereiro, obtendo uma audiência nacional de 5,7%, superior aos 4,9% esperados. Além disso, em 26 de fevereiro, a Mnet anunciou que exibiria em 3 de março, um especial sobre o retorno do grupo de nome Big Bang TV Live, contendo as canções de Tonight, além de depoimentos dos membros sobre a sua preparação de retorno e cenas de bastidores.

## Recepção

### Crítica profissional
Tonight recebeu críticas majoritariamente positivas, para o Expo Flat News o EP merece elogios por suas "texturas sonoras impressionantes e sofisticadas". Seu single homônimo também foi elogiado, sendo saudado por possuir um "som eletrônico sofisticado" pareado com o som de guitarra acústica. Lee Jeon-Hyuk da publicação Sports Chosun considerou o retorno do grupo como sendo "brilhante", enquanto Choi Jun do Asiae em sua análise sobre Tonight, elogiou a nova direção musical do Big Bang, reconhecendo que durante os seus dois anos de pausa, seu "estilo e sensibilidade musicais" aprofundaram-se.
Hannah Kim escrevendo para o jornal Korea JoongAng Daily, considerou que o EP possui o resultado do esforço requisitado pela YG Entertainment, para que seus artistas misturem pop, R&B e rap no estilo ocidental, mas com um estilo próprio, e acrescentou: "Embora o uso de sons eletrônicos pareça exagerado - especialmente em sua canção título 'Tonight' - o álbum reflete as características únicas do grupo".

## Lista de faixas
| Tonight – Edição padrão |                             |                 |                                          |                                |         |  |
| N.º                     | Título                      | Letras          | Música                                   | Arranjos                       | Duração |  |
| 1.                      | "Intro (Thank You & You)"   | G-Dragon, T.O.P | G-Dragon, Choice37                       | Choice37                       | 1:32    |  |
| 2.                      | "Hands Up"                  | G-Dragon, T.O.P | G-Dragon, e.knock                        | e.knock                        | 3:54    |  |
| 3.                      | "Tonight" (투나잇; Toonait) | G-Dragon, T.O.P | G-Dragon, e.knock                        | Choi Pil-kang                  | 3:39    |  |
| 4.                      | "Somebody to Love"          | G-Dragon, T.O.P | G-Dragon, Ham Seung-cheon, Kang Wook-jin | Ham Seung-cheon, Kang Wook-jin | 3:32    |  |
| 5.                      | "What is Right"             | G-Dragon, T.O.P | G-Dragon, D.J Murf, Peejay               | D.J Murf, Peejay               | 3:43    |  |
| 6.                      | "Café"                      | G-Dragon, T.O.P | G-Dragon, D.J Murf, Peejay               | D.J Murf, Peejay               | 3:40    |  |
| Duração total:          | Duração total:              | Duração total:  | Duração total:                           | Duração total:                 | 20:04   |  |

| Conteúdo bônus em DVD – Edição CD+DVD taiwanesa |                                                 |         |  |
| N.º                                             | Título                                          | Duração |  |
| 1.                                              | "Tonight" (Vídeo musical com legenda em chinês) |         |  |

### Big Bang Special Edition
Big Bang Special Edition é um álbum de estúdio lançado pelo Big Bang como um relançamento de seu EP Tonight. O seu lançamento ocorreu em 8 de abril de 2011, através da YG Entertainment. O álbum gerou como faixa título a canção "Love Song" e após o seu lançamento, obteve êxito comercial liderando a parada sul-coreana Gaon Album Chart, além de figurar no top 30 da parada japonesa Oricon Albums Chart.

### Antecedentes e lançamento
Após o Big Bang ter lançado o EP Tonight em fevereiro de 2011, foi anunciado pela YG Entertainment, o lançamento de um álbum de edição especial em formato de relançamento do EP. Em 28 de março, foram divulgados oficialmente o título do álbum, como sendo Big Bang Special Edition, bem como sua data de lançamento, além disso, a lista completa de faixas do álbum foi revelada na mesma data, contendo informações sobre os responsáveis pela composição e produção das canções.
Lançado quase dois meses após o referido EP, Big Bang Special Edition foi comercializado em ambos os formatos digital e físico, onde neste último, possui a adição de um livro de fotos de cem páginas. Composto por dez faixas, apenas três canções: "Tonight", "Cafe" e "Somebody to Love", fazem parte do EP original. Com isso, foram adicionadas três canções inéditas, que inclui a canção "Love Song", lançada como single do álbum. Big Bang Special Edition contém ainda em sua lista de faixas, canções solo lançadas anteriormente pelos membros do Big Bang, com exceção de "Baby Don't Cry", canção solo inédita de Daesung.

### Desempenho nas paradas musicais
Big Bang Special Edition estreou diretamente no topo da parada sul-coreana Gaon Album Chart, permanecendo na liderança por duas semanas consecutivas, o que levou o álbum a posicionar-se em número um em sua respectiva parada mensal com vendas de 72,139 mil cópias. Até o fim do ano de 2011, suas vendas foram de 89,371 mil cópias, resultando no álbum a posicionar-se em número treze na parada anual da Gaon Album Chart.

### Lista de faixas
| Big Bang Special Edition – Edição padrão |                                                             |                             |                                          |                                |         |  |
| N.º                                      | Título                                                      | Letras                      | Música                                   | Arranjos                       | Duração |  |
| 1.                                       | "Love Song"                                                 | G-Dragon, T.O.P, Teddy Park | G-Dragon, Teddy Park                     | Teddy Park, Seo Won-jin        | 3:45    |  |
| 2.                                       | "Stupid Liar"                                               | G-Dragon, T.O.P             | G-Dragon, Choi Pil-kang                  | Choi Pil-kang, Dee.P           | 3:54    |  |
| 3.                                       | "Tonight" (투나잇; Toonait)                                 | G-Dragon, T.O.P             | G-Dragon, e.knock                        | Choi Pil-kang                  | 3:43    |  |
| 4.                                       | "High High" (GD&TOP)                                        | G-Dragon, T.O.P, Teddy Park | Teddy Park                               | Teddy Park                     |         |  |
| 5.                                       | "Oh Yeah" (GD&TOP com participação de Park Bom)             | G-Dragon, T.O.P, Teddy Park | Teddy Park, Sunwoo Jung Ah               | Teddy Park, Sunwoo Jung Ah     | 3:19    |  |
| 6.                                       | "Café"                                                      | G-Dragon, T.O.P             | G-Dragon, D.J Murf, Peejay               | D.J Murf, Peejay               | 3:42    |  |
| 7.                                       | "I Need a Girl" (Taeyang solo com participação de G-Dragon) | Jeon Goon, G-Dragon         | Jeon Goon                                | Jeon Goon                      | 3:40    |  |
| 8.                                       | "Somebody to Love"                                          | G-Dragon, T.O.P             | G-Dragon, Ham Seung-cheon, Kang Wook-jin | Ham Seung-cheon, Kang Wook-jin | 3:34    |  |
| 9.                                       | "What Can I Do" (어쩌라고; Eojjeorago; Seungri solo)        | Seungri                     | Seungri, Big Tone, P.K                   | P.K                            | 3:40    |  |
| 10.                                      | "Baby Don't Cry" (Daesung solo)                             | e.knock                     | e.knock                                  | e.knock                        | 4:31    |  |
| Duração total:                           | Duração total:                                              | Duração total:              | Duração total:                           | Duração total:                 | 37:40   |  |

| Conteúdo bônus em DVD – Edição CD+DVD taiwanesa |                                                                      |         |  |
| N.º                                             | Título                                                               | Duração |  |
| 1.                                              | "Love Song" (Vídeo musical com legenda em chinês)                    |         |  |
| 2.                                              | "High High (GD&TOP)" (Vídeo musical com legenda em chinês)           |         |  |
| 3.                                              | "I Need a Girl (Taeyang solo)" (Vídeo musical com legenda em chinês) |         |  |

## Desempenho nas paradas musicais
O lançamento de Tonight na Coreia do Sul, levou as suas seis faixas a conquistarem os seis primeiros lugares em todas as paradas dos serviços de música online do país, incluindo Bugs, Soribada, Melon, Cyworld, Dosirak e Mnet. Além disso, Tonight estreou em seu pico de número um na Gaon Album Chart e tornou-se posteriormente, com vendas de 136,594 mil cópias em 2011, o sexto álbum mais vendido no país e o EP melhor posicionado na parada anual da Gaon Album Chart. Nos Estados Unidos, através de Tonight, o Big Bang realizou sua primeira entrada nas paradas Billboard World Albums e Billboard Heatseekers Albums, onde o EP se estabeleceu respectivamente, nas posições de número três e sete, o que foi considerado pela YG Entertainment, um feito raro para um álbum de língua não inglesa e sem promoções no país. Ademais, seu lançamento digital, tornou Tonight o primeiro álbum de K-pop a entrar no top 10 do iTunes Top Albums dos Estados Unidos.
No Japão, a edição coreana do EP atingiu a posição de número 21, com vendas de 7,507 mil cópias. A edição japonesa de Tonight inicialmente prevista para ser lançada no fim do mês de março de 2011, teve sua data alterada para 13 de abril pela Universal Music Japan , devido ao terremoto e tsunami Tohoku, que atingiram o país. A estreia da edição japonesa de Tonight, levou o EP a posicionar-se em seu pico de número dez na parada semanal da Oricon Albums Chart, obtendo vendas de 8,700 mil cópias.

### Posições
| Paradas (2011)                                | Melhor posição |
| --------------------------------------------- | -------------- |
| Coreia do Sul (Gaon Weekly Albums Chart)      | 1              |
| Coreia do Sul (Gaon Monthly Albums Chart)     | 1              |
| Coreia do Sul (Gaon Yearly Albums Chart)      | 6              |
| Estados Unidos (Billboard World Albums)       | 3              |
| Estados Unidos (Billboard Heatseekers Albums) | 7              |
| Estados Unidos (Billboard Independent Albums) | 29             |
| Japão (Billboard Japan Top Albums Sales)      | 8              |
| Japão (Oricon Daily Albums Chart)             | 2              |
| Japão (Oricon Weekly Albums Chart)            | 10             |

## Histórico de lançamento
| Região        | Data                    | Formato                  | Gravadora                   | Edição                   |
| ------------- | ----------------------- | ------------------------ | --------------------------- | ------------------------ |
| Mundo         | 23 de fevereiro de 2011 | Download digital         | YG Entertainment            | Tonight                  |
| Coreia do Sul | 23 de fevereiro de 2011 | CD download digital      | YG Entertainment Mnet Media | Tonight                  |
| Japão         | 13 de abril de 2011     | CD                       | Universal Music Japan       | Tonight                  |
| Taiwan        | 8 de julho de 2011      | CD+DVD (edição limitada) | Warner Music Taiwan         | Tonight                  |
| Mundo         | 8 de abril de 2011      | Download digital         | YG Entertainment            | Big Bang Special Edition |
| Coreia do Sul | 8 de abril de 2011      | CD download digital      | YG Entertainment Mnet Media | Big Bang Special Edition |
| Taiwan        | 8 de julho de 2011      | CD+DVD                   | Warner Music Taiwan         | Big Bang Special Edition |